# Mortes em 1997
Nesta página encontram-se nomes e referências de pessoas mortas durante o ano de 1997, e que por algum motivo se destacaram ao longo das suas vidas.

## Janeiro
| Dia | Nome             | Profissão ou motivo de reconhecimento | Nacionalidade  | Ano de nasc. | Ref |
| --- | ---------------- | ------------------------------------- | -------------- | ------------ | --- |
| 4   | Bill Lancaster   | Ator                                  | Estados Unidos | 1947         |     |
| 14  | Paul-Marie Duval | Historiador                           | França         | 1912         |     |

## Fevereiro
| Dia | Nome             | Profissão ou motivo de reconhecimento | Nacionalidade | Ano de nasc. | Ref |
| --- | ---------------- | ------------------------------------- | ------------- | ------------ | --- |
| 2   | Chico Science    | Cantor e compositor                   | Brasil        | 1966         |     |
| 9   | Brian Connolly   | Músico                                | Escócia       | 1945         |     |
| 17  | Cláudio Chakmati | Ator e dublador                       | Brasil        | 1964         |     |

## Março
| Dia | Nome               | Profissão ou motivo de reconhecimento | Nacionalidade  | Ano de nasc. | Ref   |
| --- | ------------------ | ------------------------------------- | -------------- | ------------ | ----- |
| 4   | Robert Henry Dicke | Físico                                | Estados Unidos | 1916         |       |
| 29  | Célia Helena       | Atriz e diretora teatral              | Brasil         | 1936         | [ 1 ] |

## Abril
| Dia | Nome           | Profissão ou motivo de reconhecimento | Nacionalidade | Ano de nasc. | Ref |
| --- | -------------- | ------------------------------------- | ------------- | ------------ | --- |
| 14  | Eurico Resende | Político                              | Brasil        | 1918         |     |

## Maio
| Dia | Nome               | Profissão ou motivo de reconhecimento | Nacionalidade | Ano de nasc. | Ref |
| --- | ------------------ | ------------------------------------- | ------------- | ------------ | --- |
| 24  | Alexandre Lippiani | Ator e dublador                       | Brasil        | 1964         |     |

## Junho
| Dia | Nome           | Profissão ou motivo de reconhecimento | Nacionalidade | Ano de nasc. | Ref |
| --- | -------------- | ------------------------------------- | ------------- | ------------ | --- |
| 18  | Héctor Yazalde | Futebolista                           | Argentina     | 1946         |     |

## Julho
| Dia | Nome             | Profissão ou motivo de reconhecimento | Nacionalidade | Ano de nasc. | Ref |
| --- | ---------------- | ------------------------------------- | ------------- | ------------ | --- |
| 2   | Dórdio Guimarães | Poeta, cineasta e jornalista          | Portugal      | 1938         |     |

## Agosto
| Dia | Nome           | Profissão ou motivo de reconhecimento   | Nacionalidade | Ano de nasc. | Ref. |
| --- | -------------- | --------------------------------------- | ------------- | ------------ | ---- |
| 4   | Jeanne Calment | Supercentenária                         | França        | 1875         |      |
| 31  | Dodi Al-Fayed  | Empresário                              | Egito         | 1955         |      |
| 31  | Princesa Diana | Princesa de Gales e Duquesa de Rothesay | Reino Unido   | 1961         |      |

## Setembro
| Dia | Nome              | Profissão ou motivo de reconhecimento | Nacionalidade | Ano de nasc. | {{tooltip\|Ref\|Referência} |
| --- | ----------------- | ------------------------------------- | ------------- | ------------ | --------------------------- |
| 2   | Viktor Frankl     | Psicólogo                             | Austrália     | 1905         |                             |
| 5   | Teresa de Calcutá | Madre                                 | Índia         | 1910         |                             |
| 29  | Fritz Schär       | Ciclista                              | Suíça         | 1926         |                             |

## Outubro
| Dia | Nome        | Profissão ou motivo de reconhecimento | Nacionalidade  | Ano de nasc. | Ref |
| --- | ----------- | ------------------------------------- | -------------- | ------------ | --- |
| 12  | John Denver | Ator e cantor                         | Estados Unidos | 1943         |     |
| 29  | João Natal  | Político                              | Brasil         | 1943         |     |

## Novembro
| Dia | Nome             | Profissão ou motivo de reconhecimento | Nacionalidade  | Ano de nasc. | Ref |
| --- | ---------------- | ------------------------------------- | -------------- | ------------ | --- |
| 25  | Hastings Banda   | Presidente de seu país                | Malawi         | 1896         |     |
| 25  | Charles Hallahan | Ator                                  | Estados Unidos | 1943         |     |

## Dezembro
| Dia | Nome          | Profissão ou motivo de reconhecimento | Nacionalidade | Ano de nasc. | Ref |
| --- | ------------- | ------------------------------------- | ------------- | ------------ | --- |
| 6   | Hélio Ansaldo | Jornalista, apresentador e político   | Brasil        | 1924         |     |